# Märchenbrunnen im Schulenburgpark

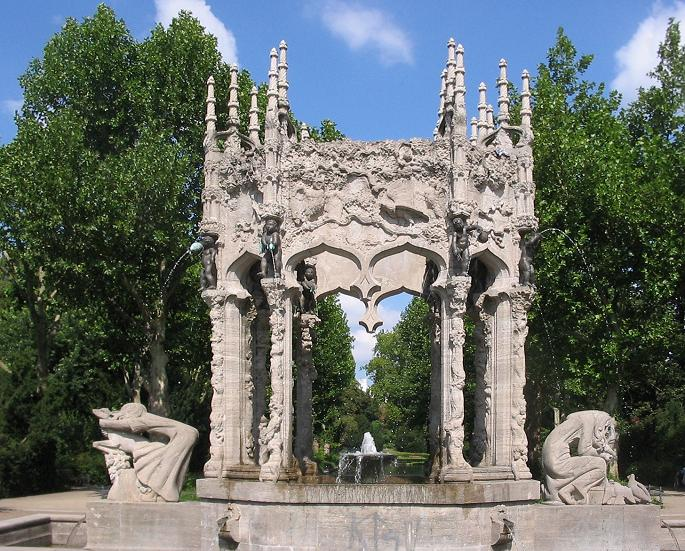
Der Märchenbrunnen 2007

Der Märchenbrunnen ist ein denkmalgeschützter Zierbrunnen im Berliner Ortsteil Neukölln des gleichnamigen Bezirks. Der Schöpfer des Märchenbrunnens ist der Bildhauer Ernst Moritz Geyger. Die Brunnenanlage wurde 1935 im Schulenburgpark – benannt nach Rudolf Wilhelm Graf von der Schulenburg aus dem Adelsgeschlecht Schulenburg – aufgestellt. Der Park war um 1913 angelegt und 1923 nach Plänen des Gartenbaudirektors Ottokar Wagler in der heutigen Form gestaltet worden, er ist inzwischen ein Berliner Gartendenkmal.

## Geschichte
Die Verwaltung der damals selbstständigen Stadt Neukölln hatte dem Bildhauer Ernst Moritz Geyger um 1914 den Auftrag erteilt, einen repräsentativen Brunnen zur Aufstellung in der Nähe ihres gerade fertiggestellten Rathauses zu entwerfen. Damit wollte sie gleichzeitig für Geyger, der inzwischen berühmt geworden war, ein Denkmal setzen. Im Jahr 1915 präsentierte Geyger einige Modelle, aus denen die Ratsherren das Symbol des Waldesdomes, auch Deutscher Wald genannt, auswählten. In den folgenden drei Jahren entstand ein komplettes Gipsmodell und die Figuren eines Hirsches und einer Hirschkuh mit Kalb wurden aus Bronze gegossen. Die Fertigung des tempelähnlichen Pavillons, der von einem eckigen Brunnenbecken in Muschelkalk umgeben wird, begann ebenfalls in Geygers Werkstatt.
Als die Stadtverwaltung noch über einen geeigneten Standort stritt – direkt vor dem Rathaus oder auf dem Hertzbergplatz – entstand durch den Sturz des Kaiserreiches eine neue politische Situation. In deren Folge übernahmen Ende November 1918 Spartakisten die Stadtverwaltung und proklamierten eine „Republik Neukölln“.
So war an eine Aufstellung des Brunnens des eher konservativen Künstlers nicht zu denken. Daher wurden das Modell und die ausgeführten Figuren und Muschelkalkteile in einem Straßenreinigungsdepot zwischengelagert. Die Folgen des Ersten Weltkriegs und später die Weltwirtschaftskrise ließen das Kunstwerk auch weiterhin im Depot ruhen.
Erst 15 Jahre nach seiner Fertigstellung, 1934, entschloss sich die Verwaltung des nunmehrigen Stadtbezirks Neukölln, Geygers Brunnen im Von-der-Schulenburgpark aufzustellen. Der Name, den Geyger dem Brunnen gegeben hatte, Symbol des Waldesdomes, passte in die Ideologie der nun herrschenden Nazis. Der seit 1927 in Italien lebende Ernst Moritz Geyger war bei der Einweihung nicht anwesend. Die Orts-Chargen der NSDAP ließen zahlreiche Schulkinder in Märchenkostümen auftreten und spannten sie so für ihr Propagandafest ein. Wegen dieser Märchenfeier bekam der Brunnen im Volksmund den Namen „Märchenbrunnen“, der später offiziell übernommen wurde.
Im Zweiten Weltkrieg wurden alle Bronzeteile des Brunnens demontiert und für Kriegszwecke eingeschmolzen. Die übrigen Teile der Anlage verfielen durch Witterungseinflüsse und Vandalismus. Im Jahr 1970 erfolgte eine erste Renovierung des Zierbrunnens, wobei anstelle der Figuren Geygers zwei Märchenfiguren der Bildhauerin Katharina Szelinski-Singer aufgestellt wurden. Anlässlich einer umfangreichen Sanierung in den Jahren 2000/2001 kamen neu geschaffene Bronzeputten der Künstlerin Anna Bogouchevskaia an ihren vorherigen Platz auf die Säulen.

## Beschreibung von Geygers Brunnen-Entwurf
Die gesamte Anlage, bestehend aus einem niedrigen Brunnenbecken, in dem sich ein offener Pavillon erhebt, gehört zum damals verbreiteten und beliebten Jugendstil mit gotisierenden Formen. Der Pavillon symbolisierte nach Geygers Intention prosaisch den Dom eines Waldes. Er wird von acht gleichmäßig um ein Plateau angeordneten Ziersäulen gebildet, die mit Blattranken und anderem Naturschmuck versehen sind. Oben auf den Säulenkapitellen waren verschieden geformte Putten aufgestellt und gossen Wasser in hohem Bogen in das Becken. Weiteres Wasser sprudelte aus kleinen Wasserspeiern seitlich aus dem Plateau. Über den Köpfen der Putten verband ein umlaufendes Relief die Säulen, aus dem sich zahlreiche schlanke Türmchen nach oben recken. Auf zwei gegenüberliegenden Sockeln außen vor den Säulen standen auf einer Seite die Hirschkuh mit ihrem Kalb, auf der anderen Seite röhrte ein Hirsch. Das im Zentrum runde Brunnenbecken mit etwa 6,80 Meter Durchmesser ist auf gegenliegenden Seiten für die Aufstellung der früheren Tierfiguren jeweils rechteckig in den Maßen 1,50 × 4,20 Meter erweitert.

## Zerstörungen und erste Restaurierung in den 1970ern
Die eingeschmolzenen Skulpturen waren unwiederbringlich verloren. Weitere Brunnenelemente waren teilweise durch Kriegshandlungen zerstört, teilweise zerfielen sie, weil die Bezirksverwaltung sich nach 1945 um Wohnungsfragen und andere lebenswichtige Dinge kümmern musste. Erst in den 1950er Jahren konnte einiges Geld für eine Umgestaltung des Parks durch den Gartenbaudirektor Anton Lohrer aufgebracht werden. Der Brunnen blieb weitestgehend in seinem tristen Zustand. Der Park verwahrloste bald wieder und Vandalen beschädigten den Brunnen weiter.
1970 konnte der Bezirk Neukölln eine erste umfassende Restaurierung durchführen lassen, bei der die ursprüngliche Gestaltung des Wasserbildes aber nicht berücksichtigt wurde. Die Putten in den Säulen konnten nicht ergänzt werden, die Tierfiguren wurden jedoch durch Kalksteinplastiken von Katharina Szelinski-Singer ersetzt.
Zu Beginn des 21. Jahrhunderts wurden nun auch neue Putten in Auftrag gegeben. Seitdem ist die Brunnenanlage in einem sehr guten Zustand und das zuständige Natur- und Grünflächenamt sorgt für Erhalt und Sauberkeit.

## Die Märchenfiguren Katharina Szelinski-Singers
Die Bildhauerin, die 1955 mit ihrem ersten öffentlichen Auftrag, einem Denkmal zur Erinnerung an die Berliner Trümmerfrauen bekannt geworden war, hatte im Jahr 1956/1957 ihr drittes und vorläufig letztes öffentliches Werk aufstellen können. 1970 erhielt Katharina Szelinski-Singer bei der Restaurierung des Märchenbrunnens im Schulenburgpark noch einmal einen öffentlichen Auftrag, der ihrer rein figürlichen bildhauerischen Auffassung entsprach. Im Auftrag des Bezirks Neukölln schuf sie die beiden Kalksteinskulpturen mit Szenen der bekannten deutschen Volksmärchen Brüderchen und Schwesterchen und Aschenputtel. Damit waren erstmals wirklich Märchenfiguren hinzugekommen.

### Brüderchen und Schwesterchen

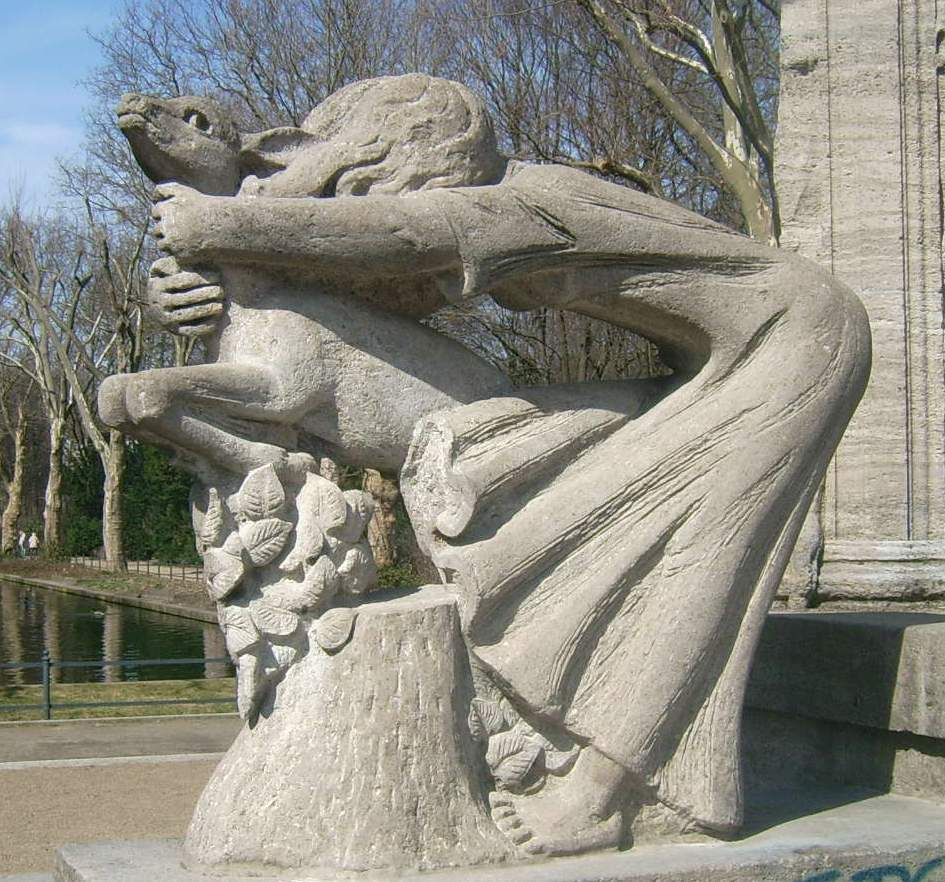
Brüderchen und Schwesterchen

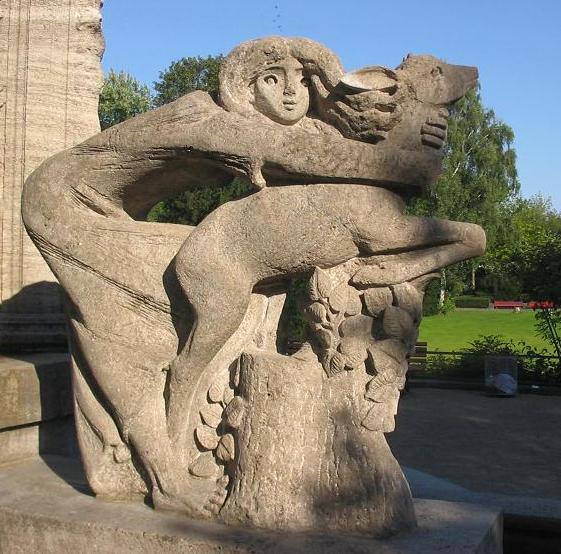
Brüderchen und Schwesterchen

Das 11. Märchen aus den Kinder- und Hausmärchen der Brüder Grimm stellt die Künstlerin in einer Szene dar, in der das Schwesterchen beide Arme um den Hals des Brüderchens schlingt, das bereits in ein Reh verwandelt ist.
Das Reh hat beide Vorderläufe angezogen und setzt zu einem Sprung über einen Baumstumpf an, der mit Zweigen und Blattwerk verziert ist. Den Hals und den Kopf streckt es weit nach oben. Das Mädchen trägt einen langen Rock und beugt sich mit dem Oberkörper weit über das Reh, sodass der Oberkörper fast waagerecht in der Luft liegt und eine Linie mit dem Körper des Rehs bildet. Ihr Haar fällt weit nach vorne und verfängt sich unter dem Ohr des Rehs an seinem Hals. Beide Hände, deren Finger deutlich gezeichnet sind, umklammern den Hals und versuchen, das Wild zurückzuhalten. Die Beine und Füße stemmen sich kraftvoll gegen den Baumstumpf. Der Mund ist leicht geöffnet und der Gesichtsausdruck zeigt großes Erschrecken.
Möglicherweise nimmt die Künstlerin Bezug auf das Brunnenwasser und stellt die Verwandlungsszene dar, in der das Schwesterlein das durstige Brüderlein an der dritten Quelle nicht daran hindern kann, Wasser zu trinken, sodass es sich durch den Fluch der Hexe in das Reh verwandelt. Die Verwandlung passiert dem Schwesterchen sozusagen unter den Händen, die vielleicht eben noch das Brüderlein zurückhalten wollten und nun unversehens und mit großem Erschrecken ein Reh halten.
In der Bearbeitungsform erinnert die Darstellung des Haares, das roh und breit aus dem Stein hervorquillt, an die Figur Diabas aus dem Jahr 1973 mit ihrer tiefen Verbindung zum Material Stein.

### Aschenputtel

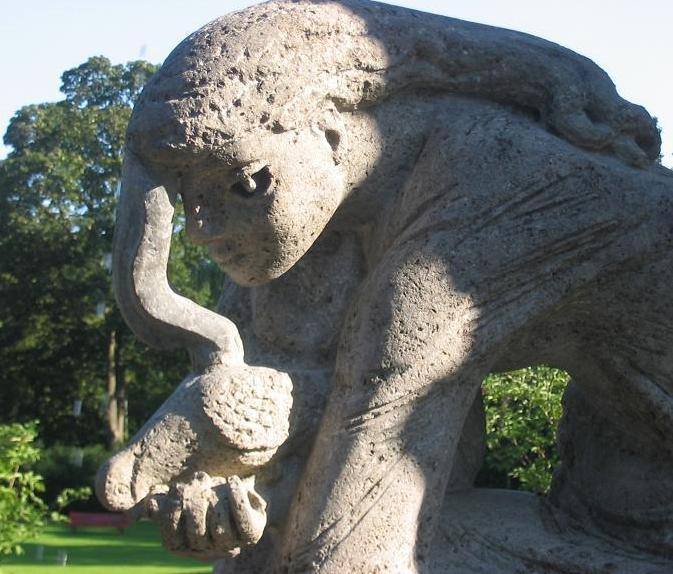
Aschenputtel

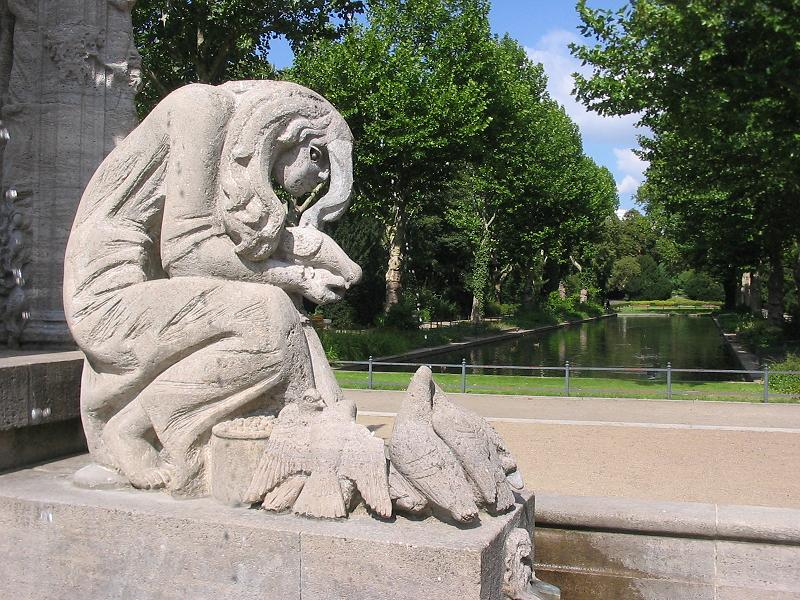
Aschenputtel

Das Märchen stellt Katharina Szelinski-Singer mit der Szene dar, in der die Vögel dem Aschenputtel helfen, die Linsen zu sortieren.
Das unglückliche Mädchen hockt auf dem Boden, zu seinen Füßen steht der bereits gut gefüllte Linsentopf. Ein Arm reicht bis zur Erde und verliest die Linsen. Vor der Hand picken zwei Tauben nach den Hülsenfrüchten. Zwei Vogelpaare turteln daneben in aufgerichteter Stellung, wobei jeweils eine Taube mit aufgeplustertem Gefieder gezeichnet ist. Den anderen Arm hat das Mädchen angewinkelt, die leicht gekrümmte Hand hält eine weitere Taube über dem Schoß. Eine dünne Haarsträhne fällt aus dem geneigten Kopf nach vorn auf die Taube in der Hand. Das lange Haupthaar fällt in zwei breiten Strähnen zur Seite und auf den Rücken. Der Gesichtsausdruck ist angespannt und grüblerisch und strahlt trotz der Taubenhilfe und des gefüllten Topfes keine Zuversicht aus.

## Sanierungsprogramm 2000 mit neuen Putten

### Gesamtanlage
Im Jahr 1979 musste die gesamte Anlage wegen erneutem Vandalismus mit umfangreichen Zerstörungen wieder stillgelegt werden. In den Jahren 2000 und 2001 kam es im Rahmen des Berliner Brunnen-Sanierungsprogrammes 2000 zu einer neuen umfangreichen Sanierung, die insgesamt 1,47 Millionen Mark kostete. In dieser Summe sind neben den Ausgaben für die bautechnische und künstlerische Wiederherstellung auch die Kosten für die Instandsetzung aller wassertechnischen Anlagen, mit der gesamten Brunnen- und Umlauftechnik, einschließlich der notwendigen Sanierungsmaßnahmen für das Spiegelbecken sowie der Neugestaltung der fehlenden Bronzeputten enthalten.
Den Auftrag zur Planung erhielt das Architekturbüro Abelmann Vielain Pock. Die Sanierung aller Skulpturen und Brunnenteile erfolgte in einer gemäßigt-historischen Variante und wurde von dem Steinbildhauermeister und Restaurator Matthias Scheibner durchgeführt. Die Figuren von Szelinski-Singer blieben vorerst stehen, darüber hinaus erhielt die Brunnenplastik eine Innenbeleuchtung mit wechselndem Licht.

### Putten
Ansichten oder Beschreibungen der Geygerschen Putten sind nicht überliefert, alte Fotos zu ungenau. So schrieb das Bezirksamt einen Kunstwettbewerb für die Neugestaltung der Bronzeputten aus. Die 1966 in Moskau geborene und seit 1993 in Berlin lebende Künstlerin Anna Bogouchevskaia gewann den Wettbewerb. Passend zum heutigen Namen Märchenbrunnen und zu den Kalksteinskulpturen Szelinski-Singers wählte Bogouchevskaia bei der Darstellung Tier- und Märchenmotive, gestaltete einige Putten jedoch auch mit eigenen Phantasieszenen und witzigen Einfällen. Sie sagte dazu: „Ich wollte etwas Witziges machen, damit die Figuren nicht so statisch wirken“.
Beispiele:
- Ein Junge will sich waschen, kippt das Wasser aber aus dem Krug an seinem Fuß vorbei.
- Ein anderer Junge kann sich die viel zu große Krone nicht aufsetzen. Aus dieser spritzt wiederum Wasser.

Bildbeispiele der neuen Bronzeputten
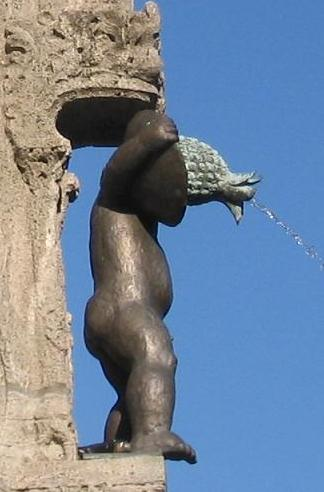
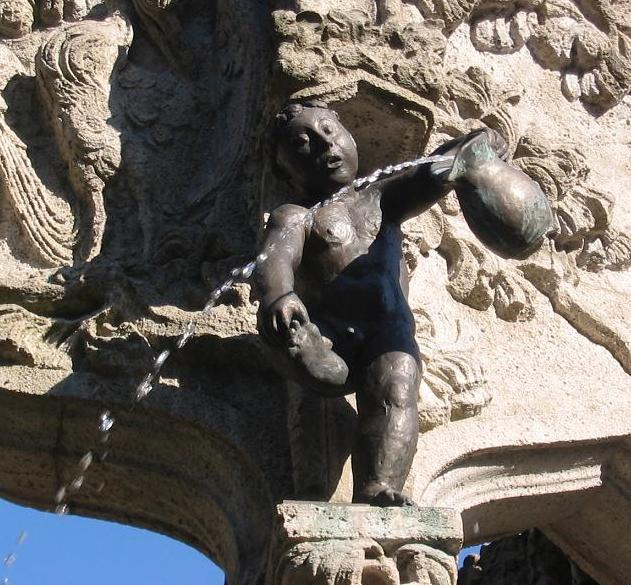
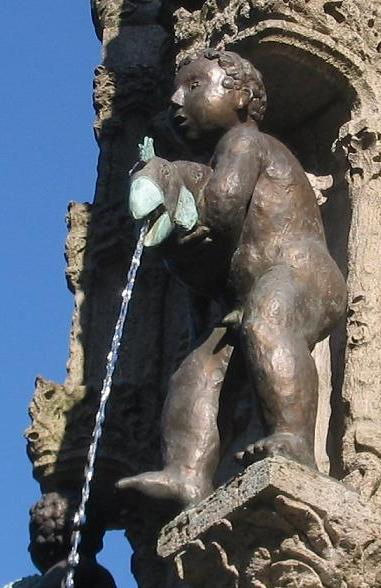

Seit September 2001 gießen die 16 Putten, die sowohl im inneren wie im äußeren oberen Kranz angebracht sind, wieder Wasserstrahlen aus Fischen, Eimern und durch Kronen in hohen Bögen in das Wasserbecken, in dem sich die Platanen im alten Glanz spiegeln. Nur in den Wintermonaten ist das Wasser abgestellt.